# Tom Watson (acteur)
Pour les articles homonymes, voir Tom Watson et Watson.
Tom Watson est un acteur écossais né le 21 mars 1932 à Auchinleck et mort le 18 août 2001 à St Andrews,.